# Apodoulou
Apodoulou (Grieks: Αποδούλου) is een plaats op Kreta en archeologische vindplaats van een oud Minoïsch herenhuis of ceremonieel gebouw.

## Geografie
Apoudoulou kijkt uit over de Libische Zee en ligt op een hoogte van 450 meter boven zeeniveau.

## Archeologie
Apodoulou is opgraven door Spyridon Marinatos in 1934.
Het gebied werd bewoond van de late Neolitische periode tot de late Minoïsche periode. Het gevonden gebouw stamt uit de Midden-Minoïsche periode. Op deze site zijn inscripties in het Lineair A opgegraven, de taal van de Minoïsche beschaving. Deze incripties stonden op oude een kom. Verder werden er fragmenten van een stenen cilindrische pot gevonden, evenals een kleine gouden bijl.
400 meter ten noorden van Apodoulou is een gewelfd graf gevonden, eveneens uit de late Minoïsche periode. Vier sarcofagen werden hier gevonden. Ze worden vandaag de dag tentoongesteld in het Archeologisch Museum van Rethimnon.